# تپه گورستان فیروزآباد
تپه قبرستان فیروز آباد مربوط به دوران‌های تاریخی پس از اسلام است و در شهرستان کنگاور، بخش مرکزی، روستای فیروز آباد واقع شده و این اثر در تاریخ ۳۰ تیر ۱۳۸۴ با شمارهٔ ثبت ۱۲۱۶۳ به‌عنوان یکی از آثار ملی ایران به ثبت رسیده است.